# Eurifont
Eurifont (en grec antic: Εὐρυφῶν, llatí: Euryphon) fou un cèlebre metge de l'antiga Grècia natural de Cnidos (Cària) que va néixer probablement a la meitat del segle V aC, atès que Sorà diu que era un contemporani d'Hipòcrates, però més vell. El mateix escriptor explica que ell i Hipòcrates van ser cridats a la cort de Perdicas II, el fill d'Alexandre el Gran, però segurament és una història apòcrifa.
Apareix esmentat en un fragment del comediògraf Plató conservat per Galè, qui també l'esmenta altres vegades: diu que era considerat autor de les Sentències de Cnidos (Κνίδιαι γνῶμαι), un antic tractat de medicina, i probablement d'altres obres incloses al Corpus hipocràtic, entre les quals hi podria haver un De Morbis (Περὶ Νούσων). Hi ha autors que li atribueixen una obra intitulada De Natura Muliebri (Περὶ Γυναικείης Φύσεως. Celi Aurelià diu que coneixia la diferència entre artèries i venes. Totes aquestes obres només es conserven en fragments citats per altres autors.